# Owrzódka konwaliowa
Owrzódka konwaliowa (Phymatocera aterrima) – gatunek błonkówki z rodziny pilarzowatych.

## Zasięg występowania
Gatunek bardzo szeroko rozpowszechniony w Europie. Notowany w Austrii, w Belgii, Bułgarii, Chorwacji, Czarnogórze, Czechach, Danii, Estonii, Finlandii, we Francji, w Hiszpanii, Holandii, Liechtensteinie, Luksemburgu, na Łotwie, w Macedonii, Niemczech, Polsce, Portugalii, europejskiej części Rosji, Rumunii, Serbii, na Słowacji, w Szwajcarii, Szwecji, na Ukrainie, Węgrzech, w Wielkiej Brytanii (po raz pierwszy stwierdzona w Londynie w roku 1846, obecnie szeroko rozpowszechniona w Anglii i Walii), oraz we Włoszech.

## Budowa ciała
Gąsienice osiągają 17 -20 mm długości. Ubarwienie ciała szare. Głowa czarna.
Imago osiągają 8 - 9 mm długości. Ciało krępe, czułki umiarkowanie długie. Ubarwienie ciała czarne; skrzydła przydymione, opalizujące.

## Biologia i ekologia
Gatunek związany z roślinami z rodzaju kokoryczka, szczególnie z kokoryczką wielokwiatową.